# Metataeniacanthus epigri
Metataeniacanthus epigri is een eenoogkreeftjessoort uit de familie van de Taeniacanthidae. De wetenschappelijke naam van de soort is voor het eerst geldig gepubliceerd in 1979 door Cressey & Cressey.